# ان‌جی‌سی ۶۰۵
ان‌جی‌سی ۶۰۵ (انگلیسی: NGC 605) یک کهکشان عدسی شکل در صورت فلکی آندرومدا است که حدود ۲۳۴ میلیون سال نوری از کهکشان راه شیری فاصله دارد و در ۲۱ اکتبر ۱۸۸۱ توسط ستاره شناس فرانسوی ادوارد استفان کشف شد.